# Carlos Ereros
Carlos Adolfo Ereros (Buenos Aires, Argentina; 6 de marzo de 1960) es un exfutbolista y actual director técnico argentino. Jugaba como delantero y su primer equipo fue Argentino de Mendoza. Su último club antes de retirarse fue Deportivo Maipú.
Su paso más destacado fue por Argentinos Juniors, donde convirtió una cantidad muy importante de goles y se consagró campeón en varias oportunidades, tanto a nivel nacional como internacional.
Ya en su etapa como entrenador dirigió a Central Córdoba de Santiago del Estero y Américo Tesorieri.
Es padre de Sebastián Ereros (también futbolista) y de Luz Ereros (luchadora de Combate).

## Clubes

### Como jugador
| Club                        | País      | Año       |
| --------------------------- | --------- | --------- |
| Argentino de Mendoza        | Argentina | 1977-1979 |
| San Martín de Mendoza       | Argentina | 1980      |
| Unión de Santa Fe           | Argentina | 1981      |
| Independiente Rivadavia     | Argentina | 1982      |
| Argentinos Juniors          | Argentina | 1982-1989 |
| Gimnasia y Esgrima La Plata | Argentina | 1989-1990 |
| Atlanta                     | Argentina | 1990-1991 |
| Deportivo Maipú             | Argentina | 1991-1992 |

### Como entrenador
| Club                    | País      | Año       |
| ----------------------- | --------- | --------- |
| Central Córdoba (SdE)   | Argentina | 2009-2010 |
| Américo Tesorieri       | Argentina | 2015      |
| Boca Juniors de Bermejo | Argentina | 2022      |

## Palmarés

### Campeonatos nacionales
| Título           | Club               | País      | Año    |
| ---------------- | ------------------ | --------- | ------ |
| Primera División | Argentinos Juniors | Argentina | M-1984 |
| Primera División | Argentinos Juniors | Argentina | N-1985 |

### Copas internacionales
| Título              | Club               | Sede          | Año  |
| ------------------- | ------------------ | ------------- | ---- |
| Copa Libertadores   | Argentinos Juniors | Asunción      | 1985 |
| Copa Interamericana | Argentinos Juniors | Puerto España | 1986 |

### Otros logros
- Subcampeón de la Copa Intercontinental con Argentinos Juniors en 1985.

### Distinciones individuales
| Distinción                                                       | Año  |
| ---------------------------------------------------------------- | ---- |
| Máximo goleador de la Copa Intercontinental (1 gol) (Compartido) | 1985 |